# Let's Get It On
Let's Get It On is het twaalfde studioalbum van de Amerikaanse soulzanger  Marvin Gaye. Het werd voor het eerst uitgebracht op 28 augustus 1973 door Tamla, het sublabel van Motown. De opnames vonden plaats van juni 1970 tot juli 1973 in Hitsville U.S.A. en Golden World Studio in Detroit en Hitsville West in Los Angeles. Het was Gayes eerste album in het funkgenre en romantisch getinte muziek.

## Geschiedenis
Oorspronkelijk zou Gaye een vervolgalbum uitbrengen op het sociaal-politieke What's Going On, maar door het tegenvallende succes van het beoogde titelnummer You're the Man (over de verkiezingscampagne van 1972) besloot hij daar vanaf te zien. Gaye was inmiddels van Detroit naar Los Angeles verhuisd en kampte lange tijd met een schrijversblok. Pas in februari 1973 durfde hij het aan om een nieuw album op te nemen; wederom werd van het oorspronkelijke thema (religie) afgeweken, want het album kwam in het teken te staan van seks en liefde. "Seks en liefde zijn twee verschillende dingen die echter een gouden combinatie vormen als twee mensen er juist mee om weten te gaan", zo schreef hij in de hoestekst. Ook de aanwezigheid van zijn latere echtgenote Janis Hunter (Gaye was officieel nog getrouwd met Anna Gordy) werkte inspirerend. Het album werd opgevuld met afgemaakte demo's uit 1970-71 zoals Come Get to This dat tegen zijn sixtiesrepertoire aanleunde, en Distant Lover dat al snel een liveklassieker zou worden.
Let's Get It On werd lovend ontvangen door de pers en haalde de tweede plaats in de Amerikaanse albumlijst. Het album maakte van Gaye de succesvolste Motown-zanger, en geldt tegenwoordig als hoogtepunt in zijn oeuvre naast What's Going On. In 2001 verscheen het op cd met alternatieve versies, de nooit uitgebrachte nummers van You're the Man, en een live-uitvoering van Come Get to This.

## Nummers
1. "Let's Get It On"
2. "Please Stay (Once You Go Away)"
3. "If I Should Die Tonight"
4. "Keep Gettin' It On"
5. "Come Get to This"
6. "Distant Lover"
7. "You Sure Love to Ball"
8. "Just to Keep You Satisfied"